# Don't Censor Me
Don't Censor Me es el tercer álbum de estudio de la banda Estadounidense de rock cristiano, Audio Adrenaline. El álbum incluye la canción "Big House", considerada la más popular de la banda.

## Grabación
El álbum fue grabado en 1993 en varios estudios en Tennessee, Gaga Studios y Fun Attic, ambos en Franklin. La grabación fue realizada por Steve Griffith y Joe Baldridge. Griffith, Baldridge y Dave Frank también fueron los responsables de la mezcla, de la cual fue hecha una parte en SoundStage, Nashville, Tennessee. La masterización fue hecha por Hank Williams en MasterMix, también en Nashville.

## Lista de canciones
Todas las canciones fueron escritas por Barry Blair, Bob Herdman, Will McGinniss & Mark Stuart excepto las indicadas.
1. "Can't Take God Away" (Toby McKeehan, Todd Collins, Blair, Herdman, Stuart, McGinniss) - 3:59
2. "A.K.A. Public School" - 3:32
3. "Soulmate" - 3:37
4. "My World View" (featuring Kevin Max) - 4:24
5. "Big House"[n. 1][n. 2] - 3:33
6. "Jesus & the California Kid" - 2:55
7. "Don't Censor Me" - 3:15
8. "Let Love" - 4:35
9. "We're a Band"[n. 1][n. 2] - 4:02
10. "Rest Easy"[n. 1] - 4:42
11. "Scum Sweetheart" - 4:09

1. 1 2 3  Aparece en Hit Parade
2. 1 2  Aparece en Adios: The Greatest Hits

## Personal

### Integrantes
- Mark Stuart – voz principal
- Barry Blair – guitarras
- Bob Herdman – teclados
- Will McGinniss – bajo

### Músicos adicionales
- Kevin Max Smith (de dc Talk) - voz adicional en "My World View"
- Dave Frank – voz, músico
- Steve Griffith – voz, músico
- Greg Herrington – músico
- Tony Miracle - músico
- Blair Masters - músico
- Todd Collins - voz, músico
- Nicole Coleman-Mullen – voz
- Jimmie Lee Sloas – voz, arreglo vocal en "Can't Take God Away"

### Producción y grabación
- Steve Griffith - productor, ingeniero, mezclador
- The Gotee Brothers - productores en "Can't Take God Away" y "We're a Band"
- Eddie DeGarmo - productor ejecutivo
- Dan R. Brock - productor ejecutivo
- Dave Frank - mezclador
- Joe Baldridge - ingeniero, mezclador
- David Hall - ingeniero asistente en mezcla
- Joan Miller - asistente en producción
- Hank Williams - masterizador
- Jeff Frazier - fotografía
- Jeff and Lisa Franke - diseño
- Carol Maxwell - estilista

## Videos musicales
Varios videos musicales fueron hechos para las canciones "A.K.A. Public School", "Big House", y "We're a Band". Los integrantes de dc Talk aparecieron en el video de "A.K.A. Public School" como tres chicos "cool".